# Гундель (ресторан)
«Гундель» (венг. Gundel) — ресторан в Городском парке Будапешта.
До «Гунделя» на этом же месте находился ресторан «Вампетикс» (Wampetics), открытый в 1894 году. В 1910 году Карой Гундель взял аренду «Вампетикс» и стал его управляющим. После отца рестораном управлял его сын Янош Гундель, получивший соответствующий опыт в других отелях и ресторанах. Именно он создал драматический и роскошный стиль, который повысил популярность ресторана и обеспечил ему международную популярность.
В 1939 году ресторан обслуживал венгерский павильон на Всемирной выставке 1939 года в Нью-Йорке. В 1949 году ресторан национализировали и передали в управление государственной компании Hungar Hotels, затем в 1992 году американцы Роланд Лаудер и Джорж Лэнг открыли его заново. Консультант Адам Тихани и художник Милтон Гласер помогли создать и воплотить в жизнь новый дизайн заведения. Фирменным десертом ресторана являются блинчики по-гунделевски.